# W88
W88 je ameriška termonuklearna jedrska konica z močjo okrog 475 kiloton TNTUporablja se na ameriških podmorniško izstreljenih balističnih raketah Trident II, ki lahko nosi do 12 konic W88. 
W88 so razvili v Los Alamos National Laboratory v 1970ih in je ena izmed najbolj naprednih ameriških jedrskih konic.
Masa konice naj bi bila manj kot 360 kilogramov.